# Плоткин, Борис Исаакович
Борис Исаакович Плоткин (21 октября 1925, Бобруйск — 10 августа 2023) — советский и израильский математик-алгебраист. Доктор физико-математических наук (1956), профессор (1958), заслуженный деятель науки Латвийской ССР (1966).

## Биография
В 1941 году эвакуировался с семьёй из Бобруйска в Тугулым, работал сторожем и вальщиком леса. Сдав экстерном экзамены за 9-й класс, в январе 1943 года был призван в армию и направлен в Златоусское пулемётное училище, а через три месяца в звании лейтенанта отправлен на фронт. Был тяжело ранен в ходе боёв в Белоруссии 26 июня 1944 года, инвалид II группы. Награждён орденами Красной Звезды (1944), Знак Почёта (1961), Отечественной войны I степени (1985).
Окончил физико-математический факультет Уральского государственного университета в Свердловске в 1950 году. Кандидатскую диссертацию защитил в 1952 году под руководством Петра Конторовича. В 1956—1960 годах преподавал в Уральском институте железнодорожного транспорта, с 1960 года — в вузах Риги. Сначала — заведующий кафедрой математики Высшего артиллерийского и ракетного училища имени маршала Бирюзова (1960—1977). Одновременно — профессор математического факультета Латвийского государственного университета. С 1977 года — профессор и заведующий кафедры высшей математики Рижского института гражданской авиации (РКИИГА). С 1993 года — в Израиле, в отделении математики Еврейского университета в Иерусалиме.
Основные научные труды по универсальной алгебре, теории групп, в 1980-е годы работал над теорией баз данных, поздние труды связаны с разработкой универсальной алгебраической геометрии. Среди учеников — Илья Рипс.
Увлекался зимним плаванием.
Сыновья — Евгений Плоткин, математик; Анатолий Плоткин, программист.

## Монографии
- Группы автоморфизмов алгебраических систем. М.: Наука, 1966. — 603 с.
- Некоторые вопросы теории групп. Рига: Латвийский государственный университет, 1971.
- Groups of automorphisms of algebraic systems. Groningen: Wolters Noordhoff Publishing, 1972.
- Многообразия представлений групп: общая теория, связи и приложения (с С. М. Вовси). Рига: Зинатне, 1983. — 338 с.
- Универсальная алгебра, алгебраическая логика и базы данных. М.: Наука, 1991. — 448 с.
- Algebraic structures in automata and databases theory. Singapore — River Edge, NJ: World Scientific, 1992.
- Universal algebra, algebraic logic, and databases. Dordrecht — Boston: Kluwer Academic Publishers, 1994.[12]